# Natura 2000-område nr. 88 Nørholm Hede, Nørholm Skov og Varde Å øst for Varde
 Natura 2000-område nr. 88 Nørholm Hede, Nørholm Skov og Varde Å øst for Varde består af habitatområdet H77, der er på 992 hektar og ligger i Varde Kommune.

## Beskrivelse
Området består af de store fredede hede- og skovområder ved Nørholm Gods samt Karlsgårde Sø med omgivende naturarealer. Det omfatter området endvidere et område langs Varde Å oven for Varde by og mindre strækninger af Ansager Å og Grindsted Å med tilstødende eng- og mosearealer. Den fredede Nørholm Hede er en stor, sammenhængende hede der ligger som en mosaik af tørre og våde arealer. I et strøg over heden findes spredte partier med indlandsklitter. Store dele af Nørholm Skov blev for knap 20 år siden fredet som urørt skov. Skoven ligger i et stærkt kuperet terræn på sydskrænten af Varde Bakkeø, og skoven er gennemskåret af flere bække og kildevæld. .
Langs nord- og vestsiden af Nørholm Hede findes en række sure overdrevsarealer, der har stor regional betydning. I moserne langs Varde Å findes spredte forekomster af rigkær og kildevæld.
Karlsgårde Sø er blandt de største søer i Sydvestjylland (85,7 ha). Søen er dannet ved opstemning i 1920-21 og ved tilførelse af vand via kanaler fra Varde Å og Holme Å. Karlsgårde Sø er en næringsrig sø, og rummer en varieret bestand af langskudsvegetation. Der er aflejret store mængder kviksølv på bunden af Karlsgårde Sø som følge af udledninger fra det daværende Grindsted Værk frem til 1970’erne.
Områdets moser, enge og heder er omfattet af naturbeskyttelseslovens § 3.

## Eksterne kilder og henvisninger
1. ↑  Nørholm Hede og Skov på fredninger.dk

- Naturplanen Arkiveret 21. februar 2021 hos  Wayback Machine
- Basisanalysen 2016-21 Arkiveret 21. april 2021 hos  Wayback Machine